# Media (Illinois)
Media – wieś w stanie Illinois w hrabstwie Henderson w Stanach Zjednoczonych.

## Geografia
Według danych z rejestru gruntów z 2021 roku wieś Media ma łączną powierzchnię 4,40 kilometrów kwadratowych (1,69 km²).